# Aquaterra 1996
Navigation
Édition suivante
L' Aquaterra 1996, organisé par la Team Unlimited, s'est déroulé le 3 novembre à Maui dans l'État d'Hawaï. Les triathlètes se sont affrontés lors d'une épreuve sur distance M, comprenant 1500 mètres de natation, 30 km de vélo tout terrain (VTT) et 10 km de course à pied hors route.

## Résultats
Les tableaux présentent les « Top 10 » hommes et femmes d'Aquaterra 1996. 
| Position           | Triathlète       | Pays       | Temps           |
| ------------------ | ---------------- | ---------- | --------------- |
| Médaille d'or      | Jimmy Riccitello | États-Unis | 2 h 27 min 42 s |
| Médaille d'argent  | Mike Pigg        | États-Unis | 2 h 31 min 13 s |
| Médaille de bronze | Ned Overend      | États-Unis | 2 h 33 min 39 s |
| 4                  | Scott Tinley     | États-Unis | 2 h 37 min 14 s |
| 5                  | John Koening     | États-Unis | 2 h 40 min 14 s |
| 6                  | Wesley Hobson    | États-Unis | 2 h 42 min 25 s |
| 7                  | Greg Timewell    | Canada     | 2 h 42 min 47 s |
| 8                  | Jeff Sanders     | États-Unis | 2 h 43 min 14 s |
| 9                  | Mike Kloser      | États-Unis | 2 h 43 min 32 s |
| 10                 | Ray Browning     | États-Unis | 2 h 47 min 34 s |

| Position           | Triathlète             | Pays        | Temps           |
| ------------------ | ---------------------- | ----------- | --------------- |
| Médaille d'or      | Michellie Jones        | Australie   | 3 h 4 min 53 s  |
| Médaille d'argent  | Shari Kain             | États-Unis  | 3 h 5 min 5 s   |
| Médaille de bronze | Sian Welch             | États-Unis  | 3 h 20 min 55 s |
| 4                  | Jennifer Wood          | Royaume-Uni | 3 h 24 min 3 s  |
| 5                  | Nancy Vallance         | États-Unis  | 3 h 26 min 2 s  |
| 6                  | Adriana Camargo Piacse | Espagne     | 3 h 26 min 25 s |
| 7                  | Sabine Graf-Westhoff   | Allemagne   | 3 h 28 min 38 s |
| 8                  | Chantal Ratte          | États-Unis  | 3 h 33 min 13 s |
| 9                  | Kelly Rees             | États-Unis  | 3 h 35 min 0 s  |
| 10                 | Christina Carvalho     | Brésil      | 3 h 35 min 24 s |